# Schifflange
Schifflange (Luxemburgheză: Schëffleng, Germană: Schifflingen) este un oraș în sud-vestul Luxemburgului. Este parte a cantonului Esch-sur-Alzette. Din 2005, orașul are o populație de 7,849.